# أدولف أبيل (عسكري)
أدولف أبيل (بالألمانية: Adolf Abel)‏ هو عسكري ألماني، ولد في 18 أكتوبر 1914 في مويرس في ألمانيا، وتوفي في 26 أغسطس 1944 في Gura Galbenei ‏ في مولدوفا بسبب قتل في المعركة.